# 용봉산
용봉산(龍鳳山)은 충청남도 홍성군 홍북읍에 있는 한국의 화강암 산이다. 이름은 용의 몸집에 봉황의 머리를 얹은 듯한 형상인데서 유래했다. 1991년 5월 18일 자연휴양림으로 고시되었다. 산 및의 너른 뜰에 내포신도시가 조성되어 충청남도 행정의 중심지로 발전하고 있다.

## 같이 보기
- 한국의 산
- 용봉사
- 한국의 화강암
- 홍성군의 지질